# Lamacoscylus
Lamacoscylus is een kevergeslacht uit de familie van de boktorren (Cerambycidae). De wetenschappelijke naam van het geslacht werd voor het eerst geldig gepubliceerd in 1991 door Martins & Galileo.

## Soorten
Lamacoscylus omvat de volgende soorten:
- Lamacoscylus humilis (Bates, 1881)
- Lamacoscylus usingeri (Linsley, 1935)